# Thomas Gore
Thomas Pryor Gore, född 10 december 1870 i Webster County, Mississippi, död 16 mars 1949 i Washington, D.C., var en amerikansk politiker. Han representerade delstaten Oklahoma i USA:s senat 1907–1921 och 1931–1937. 
Gore blev helt blind redan som barn som resultat av två separata olyckor. Han arbetade som lärare 1890–1891 och avlade sedan 1892 juristexamen vid Cumberland School of Law. Han arbetade först som advokat i Mississippi, sedan i Texas och därefter i Oklahomaterritoriet. Han gifte sig 1900 med Nina Kay. Paret fick två barn: dottern Nina och sonen Thomas. Nina Gore var mor till författaren Gore Vidal.
Gore var först med i Populistpartiet men bytte sedan parti till demokraterna. Oklahoma blev 1907 USA:s 46:e delstat. Gore och Robert Latham Owen valdes till de två första senatorerna för Oklahoma. Gore omvaldes till en sexårig mandatperiod i senaten och en gång till i senatsvalet 1914. Han var en progressiv demokrat och ursprungligen en stark anhängare av Woodrow Wilson men bröt med presidenten på grund av att han var motståndare till USA:s deltagande i första världskriget. Gore nominerades inte till omval i senatsvalet 1920 och han efterträddes följande år av John W. Harreld.
Gore besegrade sittande senatorn William B. Pine i senatsvalet 1930. Gore var till en början en anhängare av Franklin D. Roosevelts New Deal-reformer men bröt senare även med Roosevelt. Kongressledamoten Joshua B. Lee besegrade Gore i demokraternas primärval inför senatsvalet 1936.
Gore gravsattes på Rosehill Cemetery i Oklahoma City. Gravplatsen flyttades redan senare samma år till Fairlawn Cemetery i samma stad. Orten Gore i Oklahoma har fått sitt namn efter Thomas Gore.